# أسرة منتشرة
الأسرة المنتشرة هي وحدة أسرية يقيم أعضاؤها في بلدان مختلفة في أنحاء العالم - على النقيض من «الأسرة النووية». وتمثل الأسرة المنتشرة تنامي تعدد الجنسيات لهويات الأشخاص المصاحبة للعولمة المتنامية.
وقد صاغ هذا المصطلح أيهوا أونغ في كتابه المواطنة المرنة: (Flexible Citizenship) المنطق الثقافي لتعدد الجنسيات في عام 1999. ويُستخدم المصطلح على نحو خاص لوصف الأسر الصينية التي انتشرت في جميع أنحاء العالم.

## الوصف
كانت الأسر المنتشرة مصدرًا اقتصاديًا جديدًا بدأ في أوائل ثمانينيات القرن العشرين بالنسبة للصينيين للهجرة إلى الخارج والعمل بموجب عقود أو الإقامة ثم إرسال الأموال والأرباح إلى الوطن لدعم أفراد الأسرة الذين يعيشون في أرض الوطن. كانت هونغ كونغ وتايوان أولى مراكز الأسر المنتشرة. ومن بين الوجهات الرائدة للهجرة كانت أستراليا وكندا ونيوزيلاندا والولايات المتحدة الأمريكية. والسمة الفريدة للأسر المنتشرة هي توزيع أفراد الأسرة العديدين على بلدان مختلفة مع الاحتفاظ بروابط الأسرة في موطنهم الأصلي. وعادة ما يسافر رب الأسرة (الوالد) لتأمين مصالح الأسرة. وتبقى النساء في الوطن لرعاية الأطفال ولكن في حالة ذهابهن للعمل، يتولى الأجداد دور رعاية الأطفال. وأحد الأسباب الرئيسية للأسر المنتشرة هو تشجيع الأعمال الأجنبية وفتح أسواق دولية في المناطق الاقتصادية الرئيسية. ويعرف المصطلح "taai hung yahn" الأسر التي أرسلت أحد أعضائها إلى الخارج في حين يعمل أعضاء الأسرة الباقون في الوطن في هونغ كونغ. واثنان من المعاني الساخرة هما "taai hung" بمعنى الفضاء الخارجي والعبارة كلها مرتبطة بفكرة الشخص المقيم بين أماكن مختلفة. والمعنى الدلالي يشير إلى رائد الفضاء كرجل وفي هذه الأسر عادة ما يغادر الرجال في حين أن النساء تبقين كربات بيوت في البلد المضيف.
وخلال ثمانينيات وتسعينيات القرن العشرين، جلبت الهجرة الكبيرة للأسر الصينية من هونغ كونغ وتايوان تدفقات ملحوظة من الثروة لكندا.

## التأثير على الأسرة
قد تؤثر ترتيبات المعيشة عبر البلدان على الأطفال سلبًا أو إيجابًا وذلك اعتمادًا على خصائص كل من الطفل والوالدين. ومن الممكن أن يستفيد الطفل اقتصاديًا إذا كان الوالد المهاجر يرسل موارد مالية بكثرة. ومع ذلك، قد يتأثر الطفل سلبًا بسبب الانفصال عن والده أو والدته لفترة طويلة من الزمن. وغالبًا ما يكون الأطفال في حالة عاطفية أفضل عندما يهاجر الوالد مقارنة بحالتهم عند سفر الوالدة.
في بعض الأسر التي تعيش عبر الأوطان المختلفة، مثل الأسر الفيتنامية، تحدث تحولات في الأدوار في بعض الأحيان إذا هاجرت الأم وليس الأب. ويعاني الرجال في بعض الأحيان من تحولات في تقسيم العمل المنزلي، الأمر الذي يؤدي إلى قيام الرجال بأعمال رعاية أكثر ومع ذلك من المفترض الحفاظ على الأعمال الخاصة بالرجال.